# دوغ هيمفيل
دوغ هيمفيل (بالإنجليزية: Doug Hemphill)‏ هو مهندس الصوت أمريكي، ولد في 1955 في تكساس في الولايات المتحدة.

## وصلات خارجية
- دوغ هيمفيل على موقع IMDb (الإنجليزية)
- دوغ هيمفيل على موقع قاعدة بيانات الفيلم (الإنجليزية)